# Una mujer en la calle
Una mujer en la calle és una pel·lícula mexicana estrenada el 3 de febrer de 1955. Dirigida per Alfredo B. Crevenna, protagonitzada per Marga López, Ernesto Alonso i Prudencia Grifell.

## Sinopsi
La prostituta Lucero, escapant de la policia, es refugia a la casa de l'anciana Nena i la seva germana Isabel, totes dues solteronas. A la seva casa, Estel trobarà la pau i l'amor que sempre ha somiat, per la qual cosa decideix abandonar a l'home que sempre l'ha explotat.

## Elenc
- Marga López - Lucero/Alicia
- Prudencia Grifell - María de Jesús "La Nena"
- Ernesto Alonso - Jose Luis
- José María Linares Rivas - Carlos
- Raúl Ramírez - Fernando
- Amparo Villegas - Isabel
- Leonor Llausás - Natalia
- Rosa Elena Durgel - Eugenia
- Lupe Carriles - Raquel
- Rosa María Moreno	- Prostituta

## Premis
Premi Ariel (1956)
| Categoria                  | Persona                            | Resultat   |
| -------------------------- | ---------------------------------- | ---------- |
| Millor Pel·lícula          | Millor Pel·lícula                  | Nominat    |
| Millor Director            | Alfredo B. Crevenna                | Nominat    |
| Millor Actriu              | Prudencia Grifell                  | Guanyadora |
| Millor Coactuació Femenina | Amparo Villegas                    | Nominada   |
| Millor Guió Adaptat        | Edmundo Báez Francisco Marín Cañas | Nominat    |
| Millor Edició              | Alfredo Rosas Priego               | Nominat    |
| Millor Escenografia        | Edward Fitzgerald                  | Nominat    |
| Millor Actor de Quadre     | Raúl Ramírez                       | Nominat    |
| Millor Actriu de Quadre    | Leonor Llausás                     | Nominada   |